# Shi’erdaogou (sockenhuvudort i Kina, Jilin Sheng, lat 41,46, long 127,54)
Shi'erdaogou är en sockenhuvudort i Kina. Den ligger i provinsen Jilin, i den nordöstra delen av landet, omkring 330 kilometer sydost om provinshuvudstaden Changchun. Antalet invånare är 6 692. Befolkningen består av 3 224 kvinnor och 3 468 män. Barn under 15 år utgör 12,0 %, vuxna 15-64 år 77 %, och äldre över 65 år 10,0 %.
Runt Shi'erdaogou är det ganska glesbefolkat, med 27 invånare per kvadratkilometer. Shi'erdaogou är det största samhället i trakten. I omgivningarna runt Shi'erdaogou växer i huvudsak blandskog.
Genomsnittlig årsnederbörd är 1 028 millimeter. Den regnigaste månaden är juli, med i genomsnitt 307 mm nederbörd, och den torraste är januari, med 14 mm nederbörd.